# Rhynchoconger guppyi
Rhynchoconger guppyi és una espècie de peix pertanyent a la família dels còngrids.

## Descripció
- Pot arribar a fer 95 cm de llargària màxima.[6][7]

## Hàbitat
És un peix marí, demersal i de clima tropical (35°N-35°S, 110°W-55°W) que viu entre 137 i 458 m de fondària al talús continental.

## Distribució geogràfica
Es troba a l'Atlàntic occidental central: des del golf de Mèxic i el mar Carib fins a la costa septentrional de Sud-amèrica i el sud del Brasil.

## Observacions
És inofensiu per als humans.